# Supporter Liaison Officer
Il Supporter Liaison Officer (in italiano Direttore dei rapporti con il pubblico) è la persona all'interno di una società sportiva che funge da ponte tra la società e i sostenitori del club. Lo SLO costruisce relazioni fra la direzione del club e i tifosi attraverso una comunicazione bidirezionale, informando i tifosi sulle decisioni prese dal club e informando il club sul punto di vista del tifoso. Lo SLO lavora anche con le forze di sicurezza e di polizia, nonché con gli SLO di altri club, per garantire che le conoscenze pertinenti siano diffuse a tutte le organizzazioni che partecipano alle partite e ad altri eventi del club.

## Storia
Il Supporter Liaison Officer (SLO) come figura professionale compare per la prima volta in Bundesliga al Borussia Mönchengladbach nel 1989 a tempo parziale e come volontario. Nel 1992, il "Nationales Konzept Sport und Sicherheit" (Programma per la sicurezza nello sport), ha introdotto la figura del SLO come parte fondamentale del piano per eradicare teppismo e violenza dal calcio tedesco. Il primo SLO a tempo pieno è stato impiegato nel 1996, e dalla stagione 2018-19 tutti i club della Bundesliga sono tenuti ad avere tre SLO a tempo pieno. 
In un sondaggio avviato dalla UEFA nel 2007, la maggioranza delle federazioni nazionali consultate voleva migliorare i rapporti tra club e tifosi, per consentire ai tifosi di diventare "partner più seri e responsabili". Per raggiungere questo obiettivo, la UEFA ha iniziato a sostenere diverse organizzazioni di tifosi europei, come Supporters Direct Europe (SD Europe) e Football Supporters Europe (FSE). La UEFA ha anche riconosciuto che i tifosi di calcio sono stati ampiamente ignorati nel dialogo sul calcio, ma dovrebbero essere considerati membri stimati della famiglia del calcio. Un risultato di questo impegno è stata la creazione del "Manuale per i Supporter Liaison Officer UEFA" pubblicato nel 2011.
L'articolo 35 del Regolamento UEFA sulle licenze per club e sul fair play finanziario richiede inoltre che i club che partecipano alle competizioni UEFA per club (UEFA Champions League e UEFA Europa League) abbiano uno SLO designato dall'inizio della stagione 2012-2013. Questo è stato il risultato di diversi anni di colloqui tra UEFA e Supporters Direct che hanno portato all'approvazione UEFA del concetto di SLO nel 2009-10.
La maggioranza delle federazioni nazionali membri della UEFA ha anche adottato l'Articolo 35 come parte dei requisiti per le licenze per club nazionali nel livello massimo o in quello massimo dei rispettivi sistemi di campionato.